# Il treno delle 21,15
Il treno delle 21,15 è un film del 1933 diretto da Amleto Palermi.

## Produzione
Prodotto dalla Caesar Film di Giuseppe Barattolo, il film fu girato negli stabilimenti della Caesar alla circonvallazione Appia di Roma e fu presentato al pubblico in prima visione nel dicembre 1933.

## Critica
- Dino Falconi, ne Il Popolo d'Italia del 19 settembre 1934: «Il treno delle 21,15, che dovrebbe arrivare e fermarsi alla Stazione di Crawford, vi passa a gran velocità senza fermarsi. Stupore di tutti, stupore che si muta in spavento quando si viene a sapere che il macchinista è stato assassinato. Chi è il colpevole? È quello che scoprirà il detective Kennel, il merito precipuo, se non il solo, di questo film è un certo interessante fervore insito nella trama, che può servire da buon esempio per lo stile giallo. Ma se si eccettua questo pregio diciamo così letteralmente, vi confesso che non ne so vederne altri. Neppure nell'interpretazione, che eccezion fatta per Ruffini, pecca di soverchia teatralità »